# Biblia Hebraica
Unter dem Namen Biblia Hebraica wurden textkritische Handausgaben der hebräischen Bibel (Tanach) publiziert, die insbesondere den Bedürfnissen historisch-kritischer Bibelwissenschaft Rechnung tragen sollen. Neben frühen Ausgaben erschienen seit Anfang des 20. Jahrhunderts verschiedene Editionen unter dem Dach protestantischer Bibelgesellschaften. Zunächst auf der Grundlage der Mikraot Gedolot, der zweiten „Rabbinerbibel“ von Jacob ben Chajim aus dem Jahre 1524, und ohne masoretische Randnotizen (BHK1 und BHK2), seit der 3. Auflage der Kittelbibel (BHK3, Erscheinungsbeginn 1929) auf der Grundlage des Codex Petropolitanus/Leningradensis B 19A (Codex L) aus der Russischen Nationalbibliothek St. Petersburg und mit masoretischen Randnotizen. Seit 1951 (zunächst in Nachdrucken der BHK3) wurden außerdem sukzessive im textkritischen Apparat die Schriftrollen vom Toten Meer berücksichtigt, die etwa 1000 Jahre älter sind als der Codex L.

## Ausgaben derBiblia Hebraica

### Frühe Ausgaben der Biblia Hebraica (Auswahl)
- „Ḥumash neviʾim ketuvim“; Jacob ben Hayyim ben Isaac ibn Adonijah; Venedig, Bomberg; 1526 (auch bekannt als hebräischer Textus Receptus)[3]
- „Torah Neviʾim u-Khetuvim“; Leusden, Johannes; Amstelodamum: Athias, 1667
- „Biblia Hebraica“; ex recensione Danielis Ernesti Jablonski; Jablonski, Daniel E. [Hrsg.]; Berolini: 1699
- עשרים וארבע ספרי הקדש (ʿÄśrīm we-arbaʿ sifrē haq-qodäš) sive „Biblia Hebraica, ex aliquot manuscriptis et compluribus impressis codicibus, item Masora tam edita, qvam manuscripta, aliisque Hebraeorum criticis diligenter recensita“ Johann Heinrich Michaelis, Halae: Orphanotrophei, 1720 (siehe die nebenstehende Titelseite)
- „Torah Neviʾim u-Khetuvim“; secundum editionem Belgicam Everardi van der Hooght collatis aliis bonae notae codicibus una cum versione Latina Sebastiani Schmidii; Biblia Hebraica; Schmidt, Sebastian; Lipsiae: Deer, 1740
- „Biblia hebraica“; secundum ultimam editionem Jos. Athiae, a Johanne Leusden denuo recognitam, recensita variisque notis ltinis illustrata ab Everardo van der Hooght; Athias, Joseph; Philadelphiæ: „Cura et impensis Thomæ Dobson edita ex ædibus lapideis“; 1814

### Biblia Hebraica (Kittel) (BHK)
Die ersten drei Ausgaben der Biblia Hebraica (im engeren Sinne) wurden von dem Hebraisten Rudolf Kittel herausgegeben (deren letzte oft einfach zitiert als Biblia Hebraica Kittel bzw. BHK; genauer BHK3).

### Biblia Hebraica Stuttgartensia (BHS)

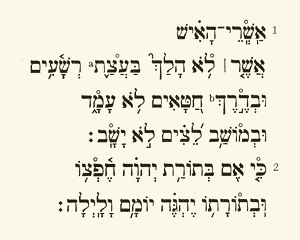
Psalm 1, Verse 1 und 2 nach der Biblia Hebraica Stuttgartensia, mit Teamim.

Die nachfolgende Ausgabe war die im Auftrag der Deutschen Bibelgesellschaft in Stuttgart von Karl Elliger (1901–1977) und Wilhelm Rudolph in zahlreichen Auflagen herausgegebene Biblia Hebraica Stuttgartensia (BHS), die erstmals zwischen 1967 und 1977 in aufeinander folgenden Heften herausgebracht wurde. Anlass für den Namenswechsel war die komplette Überarbeitung des textkritischen Apparates und die kritische, vollständige Herausgabe der Masora parva am Rande des Texts zusammen mit dem System der Verweise an die Masora magna des Codex Leningradensis (L). Wie die BHK übernimmt die BHS den masoretischen Text des Codex L, der, soweit bekannt, „die älteste datierte Handschrift der vollständigen hebräischen Bibel“ ist. Im Unterschied zum Codex L sind in der BHS die Bücher 1./2. Chronik am Ende des Kanons angeordnet worden.

### Biblia Hebraica Quinta (BHQ)
Seit 2004 werden unter dem Namen Biblia Hebraica Quinta (BHQ) Teile einer neuen Edition publiziert, die zusätzliche Textvarianten (unter anderem die nicht-orthographischen Varianten der Schriftrollen vom Toten Meer) sowie die Masora parva und die Masora magna des Codex Leningradensis enthalten. Der Bedeutung der Ausgabe in der weltweiten Wissenschaftsgemeinschaft entsprechend ist die Standardsprache für Erläuterungen nun Englisch (Einführungen zudem in Deutsch und Spanisch).

## Chronologie der Veröffentlichungen (BHK, BHS, BHQ)
- 1905–1906: Die erste Ausgabe der Biblia Hebraica (Kittel), BHK1, auf der Grundlage des Textus receptus von Ben Chajim, erscheint in Einzellieferungen, Hauptherausgeber ist Rudolf Kittel.
- 1906: Erscheinen der einbändigen Ausgabe der BHK1.
- 1909–1913: Die zweite Ausgabe der Biblia Hebraica (ed. Kittel), BHK2 (editio altera), weiterhin auf der Grundlage des Textus receptus von Ben Chajim, aber mit neu bearbeitetem textkritischem Apparat, erscheint in Einzellieferungen.
- 1913: Erscheinen der einbändigen Ausgabe der BHK2 (editio altera).
- 1925: Die Württembergische Bibelanstalt in Stuttgart übernimmt die Biblia Hebraica (2. Auflage).
- 1929–1937: Die 3. Ausgabe der Kittelschen Biblia Hebraica (editio tertia, BHK3), herausgegeben von Rudolf Kittel († 1929), Otto Eißfeldt, Albrecht Alt und Paul Kahle, erscheint in Einzellieferungen, auf der Grundlage des Ben-Ascher-Textes (in Form der Handschrift B19A der damaligen Öffentlichen Bibliothek von Leningrad, der „Handschrift L“ von 1008 n. Chr.,) neu bearbeitet.
- 1937: Erscheinen der einbändigen Ausgabe der BHK3 (editio tertia).
- 1945, 1949, 1950: Unveränderte Nachdrucke der Ausgabe von 1937 (gezählt als 4.–6. Auflage)
- 1951: Nachdruck der BHK3, durch Apparat zur Großen Jesajarolle und dem Habakuk-Pescher erweitert (gezählt als 7. Auflage)
- 1952–1973: Weitere unveränderte Nachdrucke der BHK3 von 1937 mit den Erweiterungen von 1951 (gezählt als 8.–16. Auflage).
- 1967–1977: Die grundlegend neubearbeitete Biblia Hebraica Stuttgartensia (BHS), herausgegeben von Karl Elliger, Wilhelm Rudolph und Gérard E. Weil wiederum auf Grundlage der „Handschrift L“ (Codex Leningradensis), erscheint in Einzellieferungen.
- 1977: Erscheinen der einbändigen Ausgabe der BHS, als vierte Fassung der von Kittel begründeten Reihe von Bibelausgaben.
- 1983, 1987, 1990: Nachdrucke der BHS, um wenige Druckfehler bereinigt (2.–4. Auflage)
- 1997: Letzte Überarbeitung der BHS durch Hans Peter Rüger und Adrian Schenker, um einen von H. P. Rüger verfassten englischen und deutschen Schlüssel zu den lateinischen Wörtern und Abkürzungen erweitert (gezählt als 5. Auflage der BHS).
- seit 2004: Erscheinen der wiederum auf Grundlage der Handschrift L („ML“) völlig neu bearbeiteten Biblia Hebraica Quinta (BHQ) in Einzellieferungen (siehe unten).

## Aktuelle Ausgaben der BHS/BHQ
- Gesamtausgabe: Biblia Hebraica Stuttgartensia (BHS), fünfte, verbesserte Auflage von 1997, zum Beispiel gebundene Handausgabe (ISBN 978-3-438-05218-6) oder kartonierte Studienausgabe (ISBN 3-438-05222-9)
- Teillieferungen der Biblia Hebraica Quinta (kartoniert), in der Reihenfolge ihres Erscheinens: 1. Megilloth (Fasc. 18, 2004), ISBN 978-3-438-05278-0; 2. Ezra and Nehemiah (Fasc. 20, 2006), ISBN 978-3-438-05280-3; 3. Deuteronomy (Fasc. 5, 2007), ISBN 978-3-438-05265-0; 4. Proverbs (Fasc. 17, 2008), ISBN 978-3-438-05277-3; 5. The twelve minor Prophets (Fasc. 13, 2010), ISBN 978-3-438-05273-5; 6. Judges (Fasc. 7, 2011), ISBN 978-3-438-05267-4; 7. Genesis (Fasc. 1, 2015), ISBN 978-3-438-05261-2, 8. Leviticus (2021), ISBN 978-3-4380-5263-6, 9. Job (Fasc. 16, für 2023 angekündigt), ISBN 978-3-438-05276-6[5]